# Giovanni II di Sutri
Giovanni (fl. XI secolo) è stato vescovo di Sutri, storicamente documentato nel 1065 e nel 1068.

## Biografia
Non si hanno notizie sulla vita e l'operato del vescovo Giovanni. È noto solo per la sua firma apposta a due bolle pontificie pubblicate in occasione di due sinodi romani.
Nel sinodo riunito il 6 maggio 1065 papa Alessandro II confermò i privilegi dell'abbazia di Saint-Denis di Parigi. Joannes Subtrensis episcopus sottoscrisse la bolla tra Adalberto di Narni (?) e Mainardo di Urbino.
Nel sinodo celebrato in data imprecisata nel 1068 Alessandro II confermò il vescovo di Ferrara Graziano (o Grazioso), che aveva consacrato, e depose l'usurpatore Samuele. Tra i numerosi firmatari della bolla papale si trova anche Ioannes Sutriensis episcopus, menzionato tra Erasmo di Segni e Bernardo di Ascoli.